# النا بارولو
النا بارولو (ایتالیایی: Elena Barolo؛ زادهٔ ۱۴ دسامبر ۱۹۸۲) مجری تلویزیون، بازیگر و بلاگر اهل ایتالیا است.
از فیلم‌ها یا مجموعه‌های تلویزیونی که وی در آن‌ها نقش داشته‌است، می‌توان به درمان فوری اشاره نمود.